# Hypsostypos
Hypsostypos (лат.) — род паразитических наездников из семейства Braconidae. 

## Распространение
Юго-Восточная Азия.

## Описание
Мелкие перепончатокрылые наездники, длина тела менее 1 см.
Представителей рода можно отличить от всех других родов Agathidinae по признаку раздвоенных коготков; яйцеклад короткий.
Род рассматривается в составе трибы Disophrini.
Виды предположительно представляют собой одиночных койнобионтов-эндопаразитоидов гусениц Lepidoptera.
- Hypsostypos rugifrons (Smith, 1860)[3]